# Park Yong-ji (Fußballspieler, 2002)
Park Yong-ji (kor. 박용지; * 1. April 2002) ist ein südkoreanischer Fußballspieler.

## Karriere
Park Yong-ji erlernte das Fußballspielen in der Universitätsmannschaft der Korea University (Japan). Seinen ersten Vertrag unterschrieb er am 1. Februar 2024 beim Tochigi SC. Der Verein aus Utsunomiya spielt in der zweiten japanischen Liga, der J2 League. Sein Zweitligadebüt gab er am 21. April 2024 (11. Spieltag) im Auswärtsspiel gegen den Kagoshima United FC. Bei der 2:1-Niederlage wurde er in der 84. Minute für Naoki Ōtani eingewechselt. Am Ende der Saison 2024 belegte er mit Tochigi den 18. Tabellenplatz und musste somit in die dritte Liga absteigen.